# Ready Steady Cook
Ready Steady Cook è stato un programma televisivo britannico che è andato in onda sulla rete BBC2 dal 1994 al 2010. Dal 2000 al 2020 il format è stato trasmesso in Italia con il nome La prova del cuoco.

## Il format
Il game-show culinario prevede la partecipazione di due concorrenti che, aiutati da celebri chef, si sfidano nella creazione di piatti.
Gli ingredienti per le ricette devono essere acquistati rispettando il limite di cinque sterline. Le due squadre vengono inizialmente chiamate red tomato (pomodoro rosso) e green pepper (peperone verde), mentre dal 2007 si fa riferimento ai concorrenti con red kitchen (cucina rossa) e green kitchen (cucina verde). Occasionalmente viene aumentato il limite del budget a £7.50 e £10.00, mentre altre puntate prevedono l'utilizzo di sole £3.50.

## Attuali chef
- Ed Baines
- Nick Park
- Garrey Dawson
- Maria Ellie
- Alex Mackay
- Nick Nairn
- Richard Phillips
- Paul Rankin
- James Tanner
- Tony Tobin
- Brian Turner
- Phil Vickery
- Lesley Waters